# USS Chippewa (1810)
USS Chippewa – amerykański szkuner, pierwsza jednostka US Navy nosząca tę nazwę. Wcześniej okręt brytyjski, przechwycony przez Amerykanów 10 września 1813 i wyposażony do służby. Dowódcą został Acting Midshipman Robert S. Tatem.
Pływał po jeziorze Erie jako część eskadry komodora Olivera Perry’ego. Po wypłynięciu z Put-in-Bay (Ohio) w październiku z kilkoma oficerami Armii i bagażami na pokładzie, został wyrzucony na brzeg przez silny wiatr w pobliżu Black Rock (Nowy Jork). Spalony przez oddział brytyjski 29 grudnia 1813.